# Moondog (альбом)
| Оценки критиков | Оценки критиков |
| Источник        | Оценка          |
| --------------- | --------------- |
| Allmusic        | ссылка          |

Moondog — пятый студийный альбом американского музыканта и композитора Moondog.
Moondog не выпускал новую музыку в течение двенадцати лет, со времён выхода в 1957 году альбома The Story of Moondog. Наконец в 1969 году продюсер Джеймс Уильям Гверчио пригласил его записать альбом для Columbia Records.
В результате в альбом вошла разная музыка, над которой Moondog работал с 1950-х годов. Это включало два «минисима» (термин Moondog для коротких симфонических произведений, исполняемых небольшими оркестрами); два канона; чакона памяти Чарли Паркера; балетная музыка, изначально написанная для Марты Грэм («Witch of Endor»); и три симфонических (или «symphonique») произведения, одно из которых было посвящено Бенни Гудману и содержало элементы свинга. Одна версия композиции «Theme» была записана для Epic Records в 1952 году.
Альбом дважды переиздавался как компакт-диск на двойном CD, включавшем Moondog и Moondog 2: один раз на CBS в 1989 году и один раз на Beat Goes On Records в 2001 году.
Альбом также был переиздан на виниловой пластинке ко Дню музыкального магазина 2017 года.

## Список композиций
Автор всех композиций Moondog (Луис Хардин)
1. «Theme» — 2:34
2. «Stamping Ground» — 2:36
3. «Symphonique #3 (Ode to Venus)» — 5:48
4. «Symphonique #6 (Good for Goodie)» — 2:44
5. «Minisym #1: i — Allegro, ii — Andante Adagio, iii — Vivace» — 5:42
6. «Lament 1 (Bird's Lament)» — 1:41
7. «Witch of Endor: i — Dance, ii — Trio: (a) Adagio (The Prophecy), (b) — Andante (The Battle), (c) — Agitato (Saul’s Death'), iii — Dance (reprise)» — 6:27
8. «Symphonique #1 (Portrait of a Monarch)» — 2:34

## Участники записи
- Moondog (Луис Хардин) — композиция и музыкальное направление, дирижирует на «Minisym # 1» (только Andante Adagio) и «Witch of Endor» (секция трио), тримбас на «Witch of Endor» (танцевальная секция), инструментальное исполнение на неопределенном уровне «Minisym # 1» (возможно, играет на hüs)
- Гарольд Беннет, Эндрю Лойя — флейты
- Гарольд Джонс, Хьюберт Лоуз — флейты-пикколо
- Генри Шуман, Ирвинг Горовиц — английский рожок
- Джимми Абато, Джордж Силфиис, Фил Боднер — кларнеты
- Эрни Брайт — бас-кларнет
- Джек Книтцер, Дон Макур, Рёхей Накагава, Джордж Берг, Джойс Келли — фаготы
- Уолли Кейн — фагот, баритон-саксофон
- Тедди Вайс, Мел Бройлз, Алан Дин — трубы
- Джо Уайлдер[англ.] — труба, флюгельгорн
- Дэнни Репоул — бас-труба[англ.]
- Джеймс Баффингтон[англ.], Ричард Берг, Рэй Алонж, Брукс Тиллотсон — валторны
- Дон Баттерфилд — туба
- Билл Стэнли — туба, эуфониум
- Билл Элтон, Джон Суоллоу, Фил Джардина — эуфониум
- Тони Стадд, Чарльз Смолл, Бадди Морроу — тенор-тромбон[англ.]
- Пол Фаулис — бас-тромбон
- Джек Дженнингс, Дэйв Кэри, Илэйн Джонс, Боб Розенгарден — перкуссия
- Пол Гершман, Аарон Розанд — скрипки
- Эмануэль Варди[англ.], Дэвид Шварц[англ.], Юджин Беккер, Рауль Полякин — альты
- Джордж Риччи, Чарльз Маккракен — виолончель
- Джо Текула — контрабас-виолончель
- Рауль Полякин, Юджин Беккер — тенор
- Джордж Дювивье[англ.], Рон Картер, Альфред Браун, Луи Хардин — бас
- Марк Унгер, Джон Дрейпер, Пэм Гросс — музыкальные переписчики

## В популярной культуре
«Theme» была использована в начальных титрах и как повторяющаяся тема в фильме Джека Николсона 1971 года Drive, He Said.
«Stamping Ground» прозвучала в сегменте фильма «Большой Лебовски».
«Stamping Ground» была выпущена как сингл в поддержку Голландского поп-фестиваля в 1970 году и стала его музыкальной темой. Фильм «Stamping Ground», посвящённый фестивалю поп-музыки в Голландии, также получил свое название от композиции.
Версия «Lament 1 (Bird’s Lament)» The London Saxophonic прозвучала в стоунер комедии «Ананасовый экспресс» с Сетом Рогеном и Джеймсом Франко в главных ролях и в аргентинской биографической криминальной драме 2018 года «El Angel».